# جنجال کشتی مونچه گورسک
جنجال کشتی مونچه گورسک پس از آن آغاز شد که رسانه‌ها از بازرسی نیروی دریایی آمریکا از یک کشتی ایرانی که با پرچم قبرس در حرکت بود در دریای سرخ خبر دادند. این بازرسی همزمان با بحران در نوار غزه و درگیری اسرائیل و حماس بود.آمریکا مظنون به ارسال محموله نظامی برای حماس که مورد حمایت حکومت ایران است، بود.

پس از پهلو گرفتن این کشتی در قبرس، دولت آن کشور اعلام کرد که این کشتی حامل مواد اولیه ساخت مهمات بود و پس از استعلام از سازمان ملل آن را ناقض تحریم‌های ایران دانست.